# Parascela castanea
Parascela castanea is een keversoort uit de familie bladkevers (Chrysomelidae). De wetenschappelijke naam van de soort werd in 1983 gepubliceerd door Tan in Tan & Wang.